# Griesstätt
Griesstätt là một đô thị ở huyện Rosenheim bang Bayern thuộc nước Đức.